# Баур, Артур
Артур Баур (нем. Arthur Baur; 19 февраля 1915, Цюрих — 17 сентября 2010, Меннедорф) — швейцарский журналист, лингвист, исследователь швейцарского и аллеманского диалектов немецкого языка, ретороманского языка и эсперанто.

## Биография

### Общие сведения
Родился 19 февраля 1915 года в Цюрихе, сын профессора химии. Учился в университетах Цюриха, Уппсалы и Стокгольма, изучал английскую, ретороманскую и исландскую филологии. Работал журналистом, с 1967 по 1980 годы был шеф-редактором ежедневной газеты Der Landbote (Винтертюр). В 1943 году женился на Хайди Баур-Залленбах, в браке родились двое детей. Был одним из ведущих специалистов Швейцарии по эсперанто, швейцарскому и аллеманскому диалектам немецкого языка и ретороманскому языку.

### Научные работы
- В 1939 году он вместе со своей женой Хайди Залленбах учебник швейцарского немецкого «Praktische Sprachlehre des Schweizerdeutschen» (с нем. — «Практический курс швейцарского немецкого»), который к 2008 году выдержал 13 изданий. В своей работе «Что именно является швейцарским немецким?» (нем. Was ist eigentlich Schweizerdeutsch?) от 1983 года Баур выдвинул теорию, что швейцарский немецкий является не диалектом, а самостоятельным языком.
- Баур был одним из немногих лингвистов, чьи научные работы были посвящены ретороманскому языку. В 1984 году он перевёл свою научную работу «Ретороманский язык» (нем. Das Rätoromanische) на язык эсперанто. В 1996 году он опубликовал на немецком работу «„Аллегры[нем.]“ недостаточно» (нем. Allegra genügt nicht), в 1997 — «Слава Гриске: указатель романшского языка» (нем. Viva la Grischa: Ein Wegweiser für das Bündnerromanische).
- В 1930 году Баур начал изучать в гимназии эсперанто. Он был членом Общества эсперанто Цюриха, Швейцарского общества эсперантистов[нем.] и Всемирной эсперанто-ассоциации. С 1980 по 1986 годы он был редактором журнала «Svisa Esperanto Revuo». Участвовал в 31-м и 32-м Всемирных конгрессах эсперанто, которые прошли в Берне, отвечая за информационное освещение и печать, а также входил в местный организационный комитет 64-го Всемирного конгресса эсперантистов в Люцерне. Опубликовал множество книг на эсперанто, в том числе «La Fenomeno Svislando». С 1946 года работал на радиостанции Schweizer Radio International, вёл еженедельные передачи на эсперанто до 1947 года, затем до 1991 года работал на отдельной программе вещания радиостанции на эсперанто.

## Научные работы
- Allegra genügt nicht! Rätoromanisch als Herausforderung für die Schweiz (1996)
- De la utopio al la realeco;  Von der Utopie zur Wirklichkeit
- Deine zweite Sprache (1960)
- Esperanto-Kurs (1958)
- La fenomeno Svislando (originale verkita en Esperanto, 1979)
- Die Geschichte der Esperanto-Sendungen aus der Schweiz
- La kreo de nova retoromancxa skriblingvo
- La literaturo de romanĉa Svislando
- La literaturo en alemana Svislando
- Panoramo de Esperanto (1983)
- Das Problem der internationalen Sprache (1953)
- La retoromanĉa: historio kaj nuntempo de la kvara nacia lingvo de Svislando (1995)
- La retoromanĉa: sorto de la plej malgranda nacia lingvo de Svislando (1984)
- Schweizerdeutsch, woher und wohin? (1990)
- Schwyzertüütsch. «Grüezi mitenand.» Praktische Sprachlehre des Schweizerdeutschen (1939/1969/2008)
- Von der Utopie zur Wirklichkeit: Die Geschichte der Plansprachen (1976)
- Was ist eigentlich Schweizerdeutsch? (1983)
- Wo steht das Rätoromanische heute? Ein sprachpolitischer Lagebericht (1955)